# بهاء الدين شرم
بهاء الدين شرم مجاز بالعلوم السياسية وسياسي سوري شغل منصب وزير النقل في حكومة محمد البشير منذ كانون الأول 2024 بعد سقوط نظام الأسد إلى 29 آذار 2025.

## وصلات خارجية
- لقاء وزير النقل بهاء الدين شرم مع صحيفة النهار